# Servais Duriau
Pour les articles homonymes, voir Duriau.
Laurent Servais Duriau, né le 5 avril 1701 à Liège et mort le 15 juillet 1775 à Aubel, est un moine cistercien du XVIIIe siècle de l'abbaye du Val-Dieu située à Aubel. Encyclopédiste, il rassembla en trente-deux volumes thématiques, dont vingt-sept sont parvenus jusqu'à nous, plus de vingt mille gravures des XVIe, XVIIe et XVIIIe siècles, provenant de France, des Pays-Bas et d’Allemagne. Dix-neuf d'entre eux sont aujourd'hui conservés au Trésor de la cathédrale de Liège. Ce fonds est appelé Collection Duriau,.

## Éléments biographiques
Quatrième enfant de l'intendant du palais du prince-évêque de Liège, Laurent Duriau, et de Demoiselle Anne-Jeanne Hanrion, Servais Duriau naît à Liège dans une famille de la bourgeoisie citadine très aisée, il est baptisé à Notre-Dame-aux-Fonts, le 5 avril 1701. Le 5 mars 1722, âgée de 57 ans, la mère de Servais Duriau meurt et est enterrée dans la nef centrale de l'église Saint-André de Liège. Le 23 août 1722, Servais prend l'habit et devient moine cistercien à l'Abbaye du Val-Dieu. À cette époque, l'abbaye, sous l'abbatiat de Jean Dubois, est à son apogée tant sur les plans économique, culturel, que spirituel. Servais Duriau est ordonné prêtre en 1725, il sera confesseur de deux abbayes de moniales, l'une à Orienten en Campine et l'autre à Burtscheid près d'Aix-la-Chapelle. En 1752, il est sous-prieur (adjoint du Père-Abbé) de l'abbaye et le restera durant 23 années. En 1772, il reçoit le titre honorifique de jubilaire: Dominus Servatii Duriau jubilarii pour ses cinquante années de vie religieuse. Malgré son investissement certain dans la vie de sa communauté, Servais Duriau nourrira une véritable passion encyclopédiste en vouant sa vie entière à l'élaboration d'imposants volumes contenant chacun de 300 à 2000 gravures patiemment annotées. De ces trente-deux volumes, vingt-sept sont parvenus jusqu'à nous ainsi que quelques feuillets épars du volume XVII, disparu aujourd'hui. Servais Duriau meurt en 1775. La collection Duriau fait l'objet d'études tant elle délivre un regard sur le monde durant le siècle des lumières. Les volumes, conservés par le Trésor de la cathédrale de Liège font l'objet d'un important programme de restauration par Michel Fassin (en cours d'achèvement) rendu possible par la Fondation Roi Baudouin. La richesse iconographique de ce fonds d'estampes a notamment permis d'illustrer en 2007 un livre consacré au "Patrimoine wallon en estampes".

## Ouvrages
Les 32 volumes ont connu maintes péripéties, entre 1796 et 1840 : ils furent dissimulés, vendus et éparpillés. Ils seront finalement rachetés pour regagner l'Abbaye du Val-Dieu. En effet, en 1897, grâce à l'action du chanoine Nicolas Henrotte, 29 volumes se retrouvent à nouveau réunis à l'abbaye. Aujourd'hui, 19 volumes et une partie de l'un d'entre eux sont conservés par le Trésor de la cathédrale de Liège (TCL). Sept autres volumes ont été identifiés dans des collections privées. Cinq autres sont réputés être "perdus".

### Liste des 32 volumes de Servais Duriau
| N°     | Contenu | Loc.        | Restauration |
| ------ | --- | ----------- | ------------ |
| I      | Le vieux Testament avec des notes extraites du savant et révérendissime père Dom Calmet | Coll. priv. |              |
| II     | Le Nouveau Testament avec notes de Dom Calmet | Coll. priv. |              |
| III    | Les Papes avec leurs vies, depuis saint Pierre jusqu'à Clément XIV, glorieusement régnant. | TCL         |              |
| IV     | Les hérésies de Jean Wyclif, Martin Luther, Jean Calvin, des anabaptistes, des albigeois, portraits des théologiens ou ministres protestants, vues de Port-Royal, jansénistes.                                                                                    | Coll. priv. |              |
| V      | Les empereurs romains, persécutions, martyrs, saints et saintes | TCL         |              |
| VI     | Les cardinaux, archevêques, docteurs et curés, tant de la France que du Pays-Bas. | TCL         |              |
| VII    | Les archevêques et évêques du Saint-Empire et autres ecclésiastiques, avec la vie des évêques de Liège jusqu'à Charles de Velbruck, élu le 16 janvier 1772. | TCL         |              |
| VIII   | Les anachorètes, les bénédictins, camaldules, grandmont, chartreux et cisterciens. | TCL         |              |
| IX     | Les prémontrés, chanoines réguliers, Fontevraux, célestins, ordres religieux, confrérie de la rédemption des captifs, institut de l'ordre de saint Antoine, les chevaliers et les commanderies de l'ordre Teutonique, les carmes, les dominicains, les augustins. | TCL         |              |
| X      | Des ordres de saint François, des minimes, des jésuites, des pères de l'oratoire, des théatins, des clercs réguliers, et la vie de sainte Brigitte[Laquelle ?] en 50 parties.                                                                                     | TCL         |              |
| XI     | Mélanges concernant les ordres religieux. |             |              |
| XII    | Par ordre alphabétique les électeurs, archevêque, évêques, princes souverains de l'Empire, de l'Angleterre, du Nord et de la Hollande. | TCL         |              |
| XIII   | Les rois et reines de France, les princes du sang et autres princes, et les rois et reines d'Espagne, de Naples, de Sicile de Savoie, de Lorraine et autres princes d'Italie.                                                                                     | TCL         |              |
| XIV    | Les ducs et duchesses de brabant et des révolutions des Pays-Bas, des généraux, amiraux, gouverneurs et autres capitaines. | TCL         |              |
| XV     | Ambassadeurs et plénipotentiaires au traité de Munster et Osnabrück, portrait des grands hommes et femmes célèbres. | Coll. priv. |              |
| XVI    | Suite des grands hommes, traité des suppliciés. | Coll. priv. |              |
| XVII   | Les artistes, peintres, graveurs, architectes, etc. Portraits connus sous le nom d'iconographie de Van Dijck. | TCL         |              |
| XVIII  | Les fables par des Marolles, animaux d'Esope, de Phèdre, La Fontaine, 1753. |             |              |
| XIX    | Suite de la peinture avec beaucoup de figures et de morceaux d'académie, pour apprendre à dessiner, 1755. | Coll. priv. |              |
| XX     | Les énigmes, allusions, doctrines des mœurs, symboles, figures hiéroglyphiques, anno 1756. | TCL         |              |
| XXI    | L'Espagne, Naples, Milan, Florence et de l'Italie, et antiquités romaines, anno 1770. | TCL         |              |
| XXII   | La Sardaigne, Savoie, Suisse, Gênes, Italie, Portugal, Venise, anno, 1771. | TCL         |              |
| XXIII  | Les villes d'Allemagne, de Pologne, Suède, Danemark, Moscovie, avec le siège de Vienne, anno 1735. | TCL         |              |
| XXIV   | Les villes de la Hongrie, Turquie, Asie, Afrique, Amérique, avec leurs empereurs, rois, anno 1739. | TCL         |              |
| XXV    | Les villes, châteaux, labyrinthes, maisons de plaisance et curiosités de la France, anno 1752. | TCL         |              |
| XXVI   | Les villes du Hainaut, de Flandres, Brabant, de Limbourg et de Luxembourg, et les villes, châteaux, abbayes, anno 1763. | TCL         |              |
| XXVII  | Les villes de la Hollande rarebes[Quoi ?], d'Amsterdam, de l'Angleterre, anno 1763. | TCL         |              |
| XXVIII | Les dessins, armoiries, le blason et l'empire de Mars[Quoi ?], anno 1753. | TCL         |              |
| XXIX   | Artisans, comédiens, gueux, grotesques, avec beaucoup de vers, devises, pensées, morales. | Coll. priv. |              |
| XXXe   | Animaux, chasses, fleurs, fruits, oiseaux, papillons, paysages. |             |              |
| XXXI   | Sujets sacrés, parmi lesquels une partie de l'œuvre de Rubens. |             |              |
| XXXII  | Sujets profanes. |             |              |